# Pueblo uruguayo

Distribución.

El pueblo uruguayo, también llamado pueblo oriental, comprende a los ciudadanos de la República Oriental del Uruguay. Uruguay tiene una de las poblaciones más homogéneas de América y del mundo; con un 88% de eurodescendientes los grupos étnicos más comunes son el español (especialmente vascos, castellanos, gallegos y canarios), el italiano (mayoritariamente de Italia septentrional) y el portugués. Tiene la mayor cantidad numérica de superdotados de América, estimada en 300.000 ciudadanos (aunque son un grupo desapercibido por las casi nulas políticas de inclusión social en esta área y el alto nivel de deserción escolar) , y es la undécima población con el cociente intelectual (IQ) más elevado del mundo . Su territorio excepcional permite que históricamente tengan una dieta basada en la carne vacuna, carne ovina y leche vacuna, el propio Estado uruguayo basado en la filosofía batllista ha promovido esta alimentación en algunos periodos como con el Instituto Nacional de Alimentación Científica del Pueblo del Ministerio de Salud Pública de Uruguay.

## Orígenes
Los pueblos indígenas originales, Charrúas que desplazaron a la mayoría Guaraníes al occidente del Río Uruguay, eran demográficamente escasos y fueron desapareciendo debido a la aculturación y conflictos constantes ocurridos hasta el siglo XIX. En la actualidad, la inmensa mayoría de los uruguayos son descendientes de europeos (españoles e italianos principalmente, seguidos por franceses y alemanes y otros pueblos de Europa y sus alrededores), con minorías indígenas (principalmente charrúas, minuános, chanos, güenoanos y guaraníes), mestizas, negras y una muy pequeña de asiáticos.
Muchos de los inmigrantes europeos llegaron a Uruguay en el siglo XVIII y en gran medida han influido en la arquitectura y la cultura de Montevideo y otras ciudades importantes. Por esta razón, Montevideo tiene ciertas reminiscencias europeas.
Los uruguayos comparten un bagaje lingüístico y cultural español/itálico con parte de su país vecino y hermano Argentina. Así como también una estrecha relación cultural y genética con la colectividad gaucha del sur de Brasil, tierras que formaban parte de la Unión de Los Pueblos Libres, Estado Federal antecesor de la actual República Oriental del Uruguay y parte también del mismo actual estado democrático-republicano hasta 1840's con la firma de los tratados brasilero-uruguayos organizados por Andrés Lamas.
Existe un número menor de personas con raíces asiáticas (chinos y japoneses).

## Europeos
Las personas de ascendencia europea comprenden el 90,7 % de la población de Uruguay de acuerdo al censo oficial de 2011. Los primeros uruguayos fueron descendientes de colonos de España y también de Portugal durante el período colonial anterior a 1810. Los inmigrantes más recientes de Europa, principalmente de España e Italia, llegaron con la gran ola migratoria a finales del siglo XIX y principios del siglo XX. En la actualidad, la cultura de Uruguay está fuertemente influenciada por sus raíces europeas, principalmente en la española, que es evidente en su idioma, la comida, y otros aspectos de la vida cotidiana.

## Mestizos y amerindios
Hay hasta un 2,4% de la población de ascendencia mestiza (europeo-amerindia) según el censo de 2011.  Las personas con ascendencia amerindia se pueden encontrar en el norte de Uruguay, principalmente en el departamento de Tacuarembó, donde la ascendencia amerindia alcanza el 20% de la población. 
Un censo de 1996 identificó 12.600 personas en Uruguay como descendientes de amerindios. En 2006 un censo confirmó que hubo 115.118 uruguayos que descienden de un grupo étnico amerindio, los charrúas, representando un 4% de la población del país.

## Los afro-uruguayos
Los africanos, negros y mulatos en Uruguay son unos 210.000 y que se encuentran principalmente en Montevideo, Rivera, Artigas, Salto y Cerro Largo. Un censo de 2011 marcó que hay más de 300.000 descendientes de africanos, y que el 80% de los afro-uruguayos están bajo la línea de la clase trabajadora.

## Lenguaje
Aunque el español es el dominante, siendo el idioma nacional hablado por prácticamente todos los uruguayos, el italiano y el francés son también relevantes. También se habla en la frontera uruguaya-brasileña un dialecto portugués con una fuerte influencia del español llamado portuñol. El lenguaje estándar audiovisual es el español uruguayo, una variedad de español rioplatense.

## Religión en Uruguay
Uruguay no tiene religión oficial y la Iglesia y el Estado están separados. La libertad religiosa está garantizada. La mayoría de los uruguayos religiosos bautizan a sus hijos y se casan en las iglesias católicas. Según una encuesta realizada en 2006, el catolicismo es la religión principal, con el 47,1% de la población. El 11,1% afirma ser cristiano no católico y el 0,3% judíos. Aproximadamente el 40,4% de la población no profesa ninguna religión. 
La comunidad judía se concentra en Montevideo (alrededor del 1% de la población de la ciudad), así como la musulmana y ortodoxa. 
La Fe Bahiana también se practica, además de las religiones afro-brasileñas como Quimbanda, Candomblé y Umbanda.

## Cultura
La cultura uruguaya contemporánea es diversa en su naturaleza por los orígenes multiculturales. El país cuenta con un legado de tradiciones artísticas y literarias. La contribución de sus colonizadores, España y Portugal, y diversos inmigrantes - italianos, franceses, portugueses, rumanos y griegos, entre otros- ha dado lugar a tradiciones que integran esta diversidad con elementos amerindios y africanos. El candombe es el ejemplo más importante de la influencia africana, llegada con los esclavos. Tradiciones guaraníes se pueden ver en la yerba mate, la bebida nacional. 
Uruguay cuenta con siglos de antigüedad, restos y fortalezas de la época colonial. Sus ciudades tienen un rico patrimonio arquitectónico y un destacable número de escritores, artistas y músicos.